# Ипполитов, Платон Афанасьевич
Платон Афанасьевич Ипполитов (7 марта 1893, Москва — 11 апреля 1951, Москва) — российский и советский конькобежец и велогонщик, позднее — спортивный журналист, популяризатор конькобежного и велосипедного спорта в СССР. Заслуженный мастер спорта (1934, значок № 2). Судья всесоюзной категории по велоспорту и конькам. (1937) и по конькобежному спорту (1938). 3-кратный чемпион России в многоборье (1912, 1914, 1916), 2-кратный бронзовый призёр России (1913, 1915) РСФСР (1921, 1922), СССР (1927) в многоборье, многократный рекордсмен России и СССР по конькобежному спорту. 2-кратный чемпион СССР по велосипедному спорту.  Выступал за ВФСО «Динамо»(в 1920-е годы — за спортивное общество «Динамо»)..

## Биография
Платон Афанасьевич родился в Москве в семье железнодорожного машиниста. Работал мальчишкой в самоварном магазине, позже бухгалтером, шофёром, инструктором физкультуры. Начал кататься на коньках в возрасте шести лет вместе со своим старшим братом Василием, а в декабре 1908 года уже выступал в соревнованиях. В том же году окончил Московское мещанское 4-х классное училище.
В 1912 году Платон выиграл чемпионат России в сумме многоборья, а через год в феврале стал вице-чемпионом, уступив только Никите Найдёнову. Через неделю дебютировал на чемпионате Европы в Санкт-Петербурге, заняв 4-е место. В первых числах марта московский спортсмен участвовал на чемпионате мира в Хельсингфорсе и занял 6-е место в сумме многоборья.

Андрей Старостин в книге «Встречи на футбольной орбите» так описывал стиль бега Платона Ипполитова:

…Но меня всё же именно Платон Ипполитов, как никто, приводил в восторженное состояние своим непостижимо лёгким бегом, я бы сказал, музыкально выверенным ритмом движений на поворотах, артистичностью пластики при прохождении прямой. Платон Афанасьевич Ипполитов бежал настолько без видимого утруждения, что его неудачи вызывали у меня недоумение: почему же проиграл, вроде бы и не устал совсем?

Ипполитов ещё дважды побеждал на чемпионате страны в 1914 и 1916 году, между ними в 1915-м стал вторым. На международном уровне выступал неплохо, но на подиумы не попадал, в отличие от его брата. Занял вновь 6-е место на чемпионате мира 1914 года. Также Платон выиграл в 1916 году чемпионат Москвы и вскоре началась Первая мировая война. Он был мобилизован и служил при штабе 11-й армии. В 1917 году демобилизован по ранению
Из-за начавшейся гражданской войны он вступил в ряды Красной армии. Вернулся к соревнованиям в 1921 году и два года подряд становился серебряным призёром чемпионата РСФСР. В феврале 1923 года Ипполитов дважды занимал 10-е место на европейском и мировом первенствах. В 1923 и 1924 годах спортсмен добился успеха на Всесоюзном первенстве в велосипедном спорте, одержав победы в командной гонке на 7,5 вёрст в составе сборной Москвы.
В 1924 году на чемпионате СССР финишировал на 2-м месте в многоборье. Платон Ипполитов участвовал
в соревнованиях, как в международных, так и всесоюзных, но больших успехов уже не добивался. В 1928 году занял 4-е место на чемпионате СССР в абсолютном зачёте, а в 1930 году завершил карьеру. Далее, до середины 30-х участвовал в чемпионатах среди ветеранов. В июне 1934 года постановлением президиума Всесоюзного совета физической культуры при ЦИН Союза ССР Платону Афанасьевичу было присвоено звание заслуженного мастера спорта и вручён значок под №2.

### Карьера журналиста
В 1920-х — 1940-х годах был спортивным журналистом. Писал статьи в газете «Советский спорт». В 1930-х годах — начальник отдела конькобежного и велосипедного спорта Всесоюзного комитета по физической культуре и спорту.

### Семья
Имел четырёх братьев; один из которых — Василий (1892—1957) — тоже конькобежец и велосипедист, чемпион Европы 1913 года. Был женат на Домникии Хрисанфовне (1902-1983). У них в браке была дочь Е. П. Родионова. Умер в апреле 1951 года, похоронен на Ваганьковском кладбище (14 уч.).

## Спортивные достижения
|                  |      | Многоборье | 500 м     | 1500 м      | 5000 м      | 10 000 м    |
| ---------------- | ---- | ---------- | --------- | ----------- | ----------- | ----------- |
| Чемпионат мира   | 1913 | 6-е место  | 51,0 (13) | 2.32,6 (10) | 9.01,7 (3)  | 18.08,0 (3) |
|                  | 1914 | 5-е место  | 48,0 (6)  | 2.44,9 (19) | 9.26,9 (3)  | 19.05,7 (5) |
|                  | 1923 | 10-е место | 49,8 (15) | 2.32,5 (10) | 9.32,8 (11) | 18.19,3 (5) |
| Чемпионат Европы | 1913 | 4-е место  | 50,4 (8)  | 2.34,8 (5)  | 9.21,2 (3)  | 18.39,2 (2) |
|                  | 1923 | 11-е место | 48,1 (16) | 2.29,6 (10) | 9.14,5 (14) | 18.20,4 (6) |

Если на чемпионатах мира и Европы Платон Ипполитов в 1913—1914 трижды проигрывал старшему брату, то на чемпионатах России они не встречались: главным соперником Платона был Никита Найдёнов; а с 1915 года — Яков Мельников, у которого Платону Ипполитову с этого времени выигрывать не удавалось (в 1916 году Мельников, прибывший на чемпионат непосредственно с воинской службы, не закончил соревнования).

### Рекорды страны
```
  3000 м   рекорд СССР      5.15,0           1926   
Москва

  5000 м   рекорд России    8.44,2
[
12
]
   27.02.1916   
Москва

10 000 м   рекорд России   18.13,4
[
12
]
      02.1913   
Москва
```

## Книги
Писать начал с 1913 года. Сперва технические статьи, потом очерки и рассказы на спортивные темы. Автор 25 книг по конькобежному и велосипедному спорту, а также многочисленных брошюр, издававшихся для популяризации коньков и велосипеда и выходивших в 1920-е — начале 1950-х годов тиражами в десятки и сотни тысяч экземпляров. Среди них:
Коньки
- Таблица исчисления очков скоростных соревнований на коньках. — М.: ВСФК, 1927. — 80 с.
- Справочник конькобежца. — М.; Л.: «Физкультура и спорт», 1930. — 96 с.
- Конькобежный спорт / Под ред. конькобежной секции ВСФК. — М.; Л.: «Физкультура и туризм», 1931. — 124 с.
- Справочник конькобежца. — М.; Л.: «Физкультура и туризм», 1932. — 120 с.
- Коньки. — М.: «Физкультура и туризм», 1934. — 316 с.
- Конькобежный спорт. — М.: «Физкультура и спорт», 1938. — 287 с.
- Конькобежный спорт. — М.: «Физкультура и спорт», 1941. — 167 с.
- Конькобежный спорт: Справочник / Ипполитов П. А., Кучменко В. Н. — М.: «Физкультура и спорт», 1951. — 144 с.

Велосипед
- Велосипед и вело-экскурсии. — М.: ВЦСПС, 1925. — 78 с.
- Спутник велосипедиста. Что нужно знать каждому велосипедисту. — М.: Высший и московский советы физической культуры, 1925. — 112 с.
- Велосипедный спорт. — М.; Л.: «Молодая гвардия», 1927. — 126 с.
- Справочник по велоспорту / Под ред. мото-велосекции ВСФК. — М.; Л.: «Физкультура и туризм», 1931. — 96 с.
- Велосипед. — М.: «Физкультура и туризм», 1936. — 256 с.
- Велосипед для начинающих. — М.: «Физкультура и спорт», 1938. — 100 с.
- Велосипед. — М.: «Физкультура и спорт», 1939. — 80 с.
- Тульскому треку 50 лет. — Тула: Обл. книжное издательство, 1947. — 72 с.

## Награды
- Орден Трудового Красного Знамени (22.07.1937)